# Aldo de Cillo Pagotto
Aldo de Cillo Pagotto SSS (* 16. September 1949 in São Paulo; † 14. April 2020 in Fortaleza) war ein brasilianischer Ordensgeistlicher und römisch-katholischer Erzbischof von Paraíba.

## Leben
Aldo de Cillo Pagotto studierte Philosophie und Theologie am Diözesanseminar von Nossa Senhora do Rosário in Caratinga (Minas Gerais) und an seinem Ordensseminar São Pio X. Er empfing am 7. Dezember 1977 die Priesterweihe, trat der Ordensgemeinschaft der Eucharistiner bei und legte am 8. Dezember 1985 die Profess ab. An der Gregoriana in Rom studierte er von 1988 bis 1991 Philosophie und dogmatische Theologie.
Papst Johannes Paul II. ernannte ihn am 10. September 1997 zum Koadjutorbischof von Sobral. Als Wahlspruch wählte er UNUM CORPUS ET UNUS SPIRITUS. Die Bischofsweihe spendete ihm der Erzbischof von São Paulo, Cláudio Hummes OFM, am 31. Oktober desselben Jahres; Mitkonsekratoren waren Walfrido Teixeira Vieira, Bischof von Sobral, und Joviano de Lima Júnior SSS, Bischof von São Carlos. Mit der Emeritierung Walfrido Teixeira Vieiras folgte er diesem am 18. März 1998 im Amt des Bischofs von Sobral nach. Am 5. Mai 2004 wurde er zum Erzbischof von Paraíba ernannt.
Papst Franziskus nahm am 6. Juli 2016 seinen gesundheitsbedingten Rücktritt an. Aldo de Cillo Pagotto kämpfte schon seit 2017 gegen eine Krebserkrankung und starb im April 2020 in der COVID-19-Pandemie in Brasilien im Hospital da Unimed im Viertel São João do Tauape in Fortaleza.